# Talpó mexicà
El talpó mexicà (Microtus mexicanus) és una espècie de talpó que es troba a Mèxic i els Estats Units.